# 鹿角湖莊
鹿角湖（英語：Antler Lake）或音譯安特勒雷克，是一個位於加拿大亞伯達省斯特拉斯科那縣的一個農莊。農莊主要聚居在同名湖泊東岸和南岸附近和湖上的榛子島（Hazelnut Island）。農莊亦設有兩處遊樂場，提供周邊社區各種戶外休閒設施。此農莊亦位於斯特拉斯科納荒野中心以及麋鹿島國家公園等的自然環境保護區。

## 資料來源
1. 1 2  . Statistics Canada. February 9, 2022  [February 10, 2022].
2. ↑  Antler Lake 的存檔，存档日期May 17, 2008，.